# Flugvikt i boxning vid olympiska sommarspelen 1976
Resultat från boxning vid olympiska sommarspelen 1976 och herrarnas flugvikt. Boxarna vägde under 51 kg. Tävlingarna arrangerades i Montréal.

## Medaljörer
| Klass    | Guld               | Silver               | Brons                                                   |
| Flugvikt | Leo Randolph · USA | Ramon Duvalon · Kuba | David Torosian · Sovjetunionen Leszek Blazynski · Polen |

## Resultat

### Första rundan
| Vinnare                   | Resultat      | Förlorare                |
| Första rundan             | Första rundan | Första rundan            |
| ------------------------- | ------------- | ------------------------ |
| Jung Chul-Kim (KOR)       | 5-0           | Somchai Putapibarn (THA) |
| Said Ahmed El-Ashry (EGY) | 5-0           | Sandor Orbán (HUN)       |
| Alfredo Pérez (VEN)       | 5-0           | Ernesto Rios (MEX)       |

### Andra rundan
| Vinnare                  | Resultat     | Förlorare                 |
| Andra rundan             | Andra rundan | Andra rundan              |
| ------------------------ | ------------ | ------------------------- |
| Toshinori Koga (JPN)     | WO           | Virgilio Palomo (COL)     |
| Ramón Duvalón (CUB)      | WO           | Souley Hancaradu (NIG)    |
| Ian Clyde (CAN)          | WO           | Alick Chiteule (ZAM)      |
| Charlie Magri (GBR)      | WO           | Eric Quaotsey (GHA)       |
| Vicente Rodríguez (ESP)  | RSC-2        | Mbarek Zarrougui (MAR)    |
| Ung Jo-Jong (PRK)        | RSC-2        | Joachim Schür (FRG)       |
| Giovanni Camputaro (ITA) | 5-0          | Muhamad Sadiq (IRQ)       |
| David Torosyan (URS)     | WO           | Hassen Sheriff (ETH)      |
| Agustin Martinez (NIC)   | WO           | Adroni Butambeki (UGA)    |
| David Larmour (IRL)      | WO           | Robert Musuku (USA)       |
| Leo Randolph (USA)       | WO           | Massoudi Samatou (TOG)    |
| Constantin Gruescu (ROM) | WO           | Douglas Maina (KEN)       |
| Leszek Błażyński (POL)   | KO-2         | Antonio Filho (BRA)       |
| Fazlija Sacirović (YUG)  | 5-0          | Julio Guzmán (PUR)        |
| Alfredo Pérez (VEN)      | WO           | Said Ahmed El-Ashry (EGY) |
| Georgi Kostadinov (BUL)  | 5-0          | Jung Chul-Kim (KOR)       |

### Tredje rundan
| Vinnare                | Resultat      | Förlorare                |
| Tredje rundan          | Tredje rundan | Tredje rundan            |
| ---------------------- | ------------- | ------------------------ |
| Ramón Duvalón (CUB)    | 5-0           | Toshinori Koga (JPN)     |
| Ian Clyde (CAN)        | KO-3          | Charlie Magri (GBR)      |
| Ung Jo-Jong (PRK)      | 3-2           | Vicente Rodríguez (ESP)  |
| David Torosyan (URS)   | RSC-2         | Giovanni Camputaro (ITA) |
| David Larmour (IRL)    | WO            | Agustin Martínez (NIC)   |
| Leo Randolph (USA)     | 4-1           | Constantin Gruescu (ROM) |
| Leszek Błażyński (POL) | 3-2           | Fazlija Sacirović (YUG)  |
| Alfredo Pérez (VEN)    | 5-0           | Georgi Kostadinov (BUL)  |

### Kvartsfinaler
| Vinnare                | Resultat      | Förlorare           |
| Kvartsfinaler          | Kvartsfinaler | Kvartsfinaler       |
| ---------------------- | ------------- | ------------------- |
| Ramón Duvalón (CUB)    | 5-0           | Ian Clyde (CAN)     |
| David Torosyan (URS)   | 5-0           | Ung Jo-Jong (PRK)   |
| Leo Randolph (USA)     | 4-1           | David Larmour (IRL) |
| Leszek Błażyński (POL) | 3-2           | Alfredo Pérez (VEN) |

### Semifinaler
| Vinnare             | Resultat    | Förlorare              |
| Semifinaler         | Semifinaler | Semifinaler            |
| ------------------- | ----------- | ---------------------- |
| Ramón Duvalón (CUB) | DSQ-2       | David Torosyan (URS)   |
| Leo Randolph (USA)  | 4-1         | Leszek Błażyński (POL) |

### Final
| Vinnare            | Resultat | Förlorare           |
| Final              | Final    | Final               |
| ------------------ | -------- | ------------------- |
| Leo Randolph (USA) | 3-2      | Ramón Duvalón (CUB) |